# Amêijoas à Bulhão Pato
Las almejas al Bulhão Pato (en portugués, amêijoas à Bulhão Pato /ɐˈmɐjʒwɐs a buˈʎoŋ ˈpatu/) son un plato típico de la cocina portuguesa, particularmente popular en la región de Estremadura, una zona costera famosa por sus productos de mar de calidad. Este plato se puede encontrar en marisqueiras y cervejarias ('cervecerías').
El ingrediente básico son las almejas, que se cocinan con su misma concha. Aún vivas, se deben lavar y dejar en remojo un par de horas para desarenarlas. Luego se cuecen en una sartén hasta que se abran y saquen su agua. Se retiran y se dejan reposar, y en la misma sartén se rehogan con aceite el ajo y el cilantro picados. Se agregan las almejas con el agua que han soltado, se hierve durante diez minutos y se corrige de sal.

## Historia
Su nombre se atribuye a Raimundo António de Bulhão Pato, además de poeta e intelectual de su época, amante de la buena cocina. Sin embargo no se sabe con precisión si fue él quien creó este plato o fue bautizado en su honor por algún cocinero contemporáneo a él, pudiendo ser éste João da Matta, chef del Hotel Bragança. En este hotel, Raimundo y otros escritores participaban en jantares-poemas ('cenas y poemas'), unas tertulias de cocina y literatura que quedaron plasmadas en su libro Memórias. En 1876, el chef Matta publicó su libro Arte de cozinha con más de quinientas recetas, entre las cuales hay una de merluza dedicada a su amigo, Bulhão Pato, pero ninguna sobre las almejas. El crítico gastronómico José Quitério, señaló, en su obra Escritores à mesa (2010), que Raimundo creó varias recetas, especialmente aquellas que incluían carne de caza, pero en ningún momento le atribuye el plato de almejas.
También se especula que pudiese ser un homenaje de su amada María Salomé, quien también era cocinera, o bien un plato del restaurante lisboeta Estrela d'Ouro, fundado en 1850 y del cual Bulhão Pato era un fiel cliente. En cualquier caso, se sabe que las almejas eran uno de sus alimentos preferidos que se encontraban en abundancia por las playas de Trafaria, donde residía el poeta. El primer registro escrito de las amêijoas à Bulhão Pato lo podemos encontrar en 1933, en el libro Cozinha Ideal de Manuel Ferreira, donde también encontramos la primera receta de areias de Cascais.